# Jablanica (gmina Ilirska Bistrica)
Jablanica – wieś w Słowenii, w gminie Ilirska Bistrica. W 2018 roku liczyła 142 mieszkańców.